# Henning (musiker)
Henning, artistnamn för Henning Oliver Sernhede, född 27 december 1988 i Masthuggs församling i Göteborg, är en svensk musiker och låtskrivare. Henning har gett ut sex studioalbum. Hans sjätte studioalbum Cowboy från rymden nominerades 2025 till en grammis i kategorin Årets visa/singer-songwriter.

## Diskografi

### Album
- Galileo (2018, Gaphals)[3]
- Nätter utan dagar (2019, Gaphals)[4]
- Under träden (2021, Gaphals)[5]
- Skymningsmusik för dagdrömmare (2022, Gaphals)[6]
- Blå lotus (2022, Gaphals)[7]
- Cowboy från rymden (2024, Knippla records)[8]